# Teo Macero
Teo Macero (30. října 1925 Glens Falls, New York, USA – 19. února 2008 Riverhead, New York, USA) byl americký hudební producent, skladatel a saxofonista.
Studoval hudbu na Juilliard School. Řadu let pracoval jako producent pro vydavatelství Columbia Records. Produkoval tak alba hudebníků, jako jsou Miles Davis, Dave Brubeck nebo Leonard Bernstein. Jako hudebník pak spolupracoval například s Charlesem Mingusem a nahrál také několik alb pod svým jménem.